# Branko Milanović
Branko Milanović (en serbio: Бранко Милановић; 24 de octubre de 1953) es un economista serbo-estadounidense especialista en desigualdad económica, economía de la pobreza, economía del desarrollo, economías en transición, economía internacional e instituciones financieras internacionales.

## Formación académica y profesional
Branko Milanovic logró el grado de Doctor en economía por la Universidad de Belgrado en 1987 con la tesis Desigualdad en Yugoslavia que posteriormente fue publicado como libro en 1990.
Se formó como economista en el departamento de investigación del Banco Mundial, como profesor visitante en la Universidad de Maryland y en la Johns Hopkins University. Entre 2003 y 2005 fue socio sénior en el Carnegie Dotación para Paz Internacional en Washington para continuar como adjunto hasta 2010.
Desde enero de 2014 es profesor visitante en la Graduate Center of the City University of New York (CUNY) y becario sénior afiliado en el Luxembourg Income Study (LIS).
Branko Milanovic es miembro del consejo consultivo de la Academics Posición En contra Pobreza (ASAP). Desde noviembre de 2014 es socio externo del Centro para Desarrollo Global en Washington (Center for Global Development in Washington).
En agosto de 2013 fue incluido por Foreign Policy como uno de los 100 "twiteros" a seguir.
Desde mayo de 2014 mantiene el blog globalinequality

## Investigación en desigualdad económica
La importancia de las investigaciones de Branko Milanovic sobre pobreza y desigualdad económica global a lo largo de su carrera profesional puede apreciarse tanto en los artículos publicados, entre ellos 40 para el Banco Mundial, como en la relevancia que han alcanzado sus libros.
En su libro de 2005 "Mundos Aparte" (World Apart) expone la disparidad de ingresos mundial entre los países así como entre todos los ciudadanos del mundo. Su trabajo junto a Jeffrey Williamson y Peter Lindert ("Economic Journal'', Marzo de 2011), estuvo considerado por The Economist como fundamental ya que "contiene la semilla de importantes investigación para el pensamiento sobre la economía de la desigualdad".
Milanovic publica en 2011 el libro The Haves and the Have-Nots (Los que tienen y los que no tienen, 2012) sobre la distribución de ingresos y sus consecuencias sobre la desigualdad. The Globalist seleccionó el libro como uno de los mejores de 2011.
Según Milanovic durante el período de globalización que va desde 1998 a 2008 hay 2 grupos sociales que han sido los auténticos ganadores de la globalización: el 1% de la población más rica ha aumentado su riqueza en un 60% y las clases medias de los países emergentes, esto es, unos 200 millones de chinos, 90 millones de indios y unos 30 millones de indonesios, brasileños y egipcios.
En abril de 2016 ha publicado el libro Global inequality: A New Approach for the Age of Globalization (Desigualdad global: Una nueva aproximación en la era de la globalización).

## Publicaciones de Branko Milanovic
Entre las publicaciones y artículos de Brando Milanovic pueden encontrarse las siguientes:

### Libros (selección)
- 1989 - Liberalization and Entrepreneurship. Dynamics of Reform in Socialism and Capitalism,, M.E. Sharpe.
- 1998 - Income, Inequality, and Poverty during the Transition from Planned To Market Economy., World Bank.
- 1999 - Poverty and Social Assistance in Transition Countries (con Christiaan Grootaert y Jeanine Braithwaite), St. Martin's Press.
- 2003 - Income and Influence (con Ethan Kapstein), Upjohn Institute.
- 2005 - Worlds Apart. Measuring International and Global Inequality., Princeton/Oxford.

- 2006 - La era de las desigualdades. Dimensiones de la desigualdad internacional y global, Sistema.

- 2010 - The Haves and the Have-Nots: A Brief and Idiosyncratic History of Global Inequality, Basic Books, New York.

- 2012 - Los que tienen y los que no tienen. Una breve y singular historia de la desigualdad global, Alianza Editorial, ISBN 9788420671529.

- 2016 - Global inequality: A New Approach for the Age of Globalization, Harvard University Press.

- 2018 - Desigualdad mundial. Un nuevo enfoque para la era de la globalización, FCE (Fondo de Cultura Económica), ISBN: 9786071653956, México.

- 2019 - Capitalism, Alone: The Future of the System That Rules the World, Harvard University Press.[22]

### Artículos (selección)
- 2002 - Milanovic, B. (2002). «True World Income Distribution, 1988 and 1993: First Calculation Based on Household Surveys Alone». The Economic Journal 112 (476): 51. doi:10.1111/1468-0297.0j673.  (): 51. doi:10.1111/1468-0297.0j673.
- 2006 - Milanovic, B. (2006). «An Estimate of Average Income and Inequality in Byzantium Around Year 1000». Review of Income and Wealth 52 (3): 449. doi:10.1111/j.1475-4991.2006.00198.x.  (): 449. doi:10.1111/j.1475-4991.2006.00198.x.
- 2011 - Milanovic, B.; Lindert, P. H.; Williamson, J. G. (2011). «Pre-Industrial Inequality». The Economic Journal 121 (551): 255. doi:10.1111/j.1468-0297.2010.02403.x.  (): 255. doi:10.1111/j.1468-0297.2010.02403.x.
- 2015 - Milanovic, B. (2015). «Global inequality of opportunity: how much of our income is determined by where we live». Review of Economics and Statistics 97 (2): 452-460. doi:10.1162/REST_a_00432.  (2): 452@–460. doi:10.1162/RESTO_un_00432.

### Artículos en español
- 2011 - La desigualdad del ingreso ha aumentado en los últimos 25 años, en lugar de disminuir como se había previsto
- 2014 - Una mundialización sin redistribución nos llevará al caos.

- La historia de dos clases medias.
- Las cifras de la desigualdad mundila en las rentas: Historia y presente. Una visión general

- 2015 - El imperio de los robots en Stiglitz y en Marx.

- “Nunca ha habido tanta desigualdad”

- 2016 - Desigualdad: aspectos estructurales.

- Prejuicios y mala fe: la pobreza de los historiadores de hoy
- Introducción a las curvas de Kuznets: cómo la desigualdad de ingresos aparece y desaparece en el muy largo plazo
- "Una ‘tormenta perfecta’ de desigualdad en el horizonte". Entrevista
- “La desigualdad propició la Primera Guerra Mundial; podría volver a suceder”. Entrevista a Branko Milanovic